# Collegio elettorale di Pontedecimo (Regno di Sardegna)
Il collegio elettorale di Pontedecimo è stato un collegio elettorale uninominale del Regno di Sardegna, uno degli ventidue dell'allora istituita provincia di Genova.
Fu istituito con la legge 3778, del 1859. Comprendeva, oltre a Pontedecimo, Campofreddo

## Dati elettorali
Nel collegio si svolsero votazioni solo per la VII legislatura. In seguito confluì nell'omonimo collegio del Regno d'Italia.

### VII legislatura
Le votazioni si svolsero in 387 collegi uninominali a doppio turno. Come previsto dalla legge elettorale del 20 novembre 1859, era eletto al primo turno il candidato che «riunisce in suo favore più del terzo dei voti del total numero dei membri componenti il collegio e più della metà dei suffragi dati dai votanti presenti all'adunanza» (art. 91). Se nessun candidato era eletto, al ballottaggio tra i due candidati con più voti era eletto chi otteneva il maggior numero di voti (art. 92) o, in caso di ugual numero di voti, il maggiore d'età (art. 93).
| Partito                            | Partito                            | Candidato                          | Risultati 25 marzo 1860 | Risultati 25 marzo 1860 |
| Partito                            | Partito                            | Candidato                          | Voti                    | %                       |
| ---------------------------------- | ---------------------------------- | ---------------------------------- | ----------------------- | ----------------------- |
|                                    | —                                  | Lazzaro Negrotto Cambiaso          | 158                     | 59,18                   |
|                                    | —                                  | Clemente Solaro della Margarita    | 109                     | 40,82                   |
|                                    |                                    |                                    |                         |                         |
| Iscritti                           | Iscritti                           | Iscritti                           | 413                     | 100,00                  |
| ↳ Votanti (% su iscritti)          | ↳ Votanti (% su iscritti)          | ↳ Votanti (% su iscritti)          | 275                     | 66,59                   |
| ↳ Voti validi (% su votanti)       | ↳ Voti validi (% su votanti)       | ↳ Voti validi (% su votanti)       | 267                     | 97,09                   |
| ↳ Schede non valide (% su votanti) | ↳ Schede non valide (% su votanti) | ↳ Schede non valide (% su votanti) | 8                       | 2,91                    |
| ↳ Astenuti (% su iscritti)         | ↳ Astenuti (% su iscritti)         | ↳ Astenuti (% su iscritti)         | 138                     | 33,41                   |